# Sturla Ásgeirsson
Sturla Ásgeirsson   (Reykjavík, 20 de juliol de 1980) és un jugador d'handbol islandès, ja retirat, guanyador d'una medalla olímpica. Jugava en la posició de lateral esquerre.
El 2008 va prendre part en els Jocs Olímpics d'Estiu de Pequín, on va guanyar la medalla de plata en la competició d'handbol. En el seu palmarès també destaca una medalla de bronze en el Campionat d'Europa de 2010. Amb la selecció islandesa jugà un total de 58 partits en què marcà 72 gols.
A nivell de clubs jugà a l'ÍR Reykjavík (2004), Aarhus GF Håndbold (2004-2008), HSG Düsseldorf (2008-2010) i Valur Reykjavík (2010-2020). Durant la seva carrera Marcà 1.492 gols a la màxima divisió masculina islandesa.